# Wilhelm Petersen (Maler)

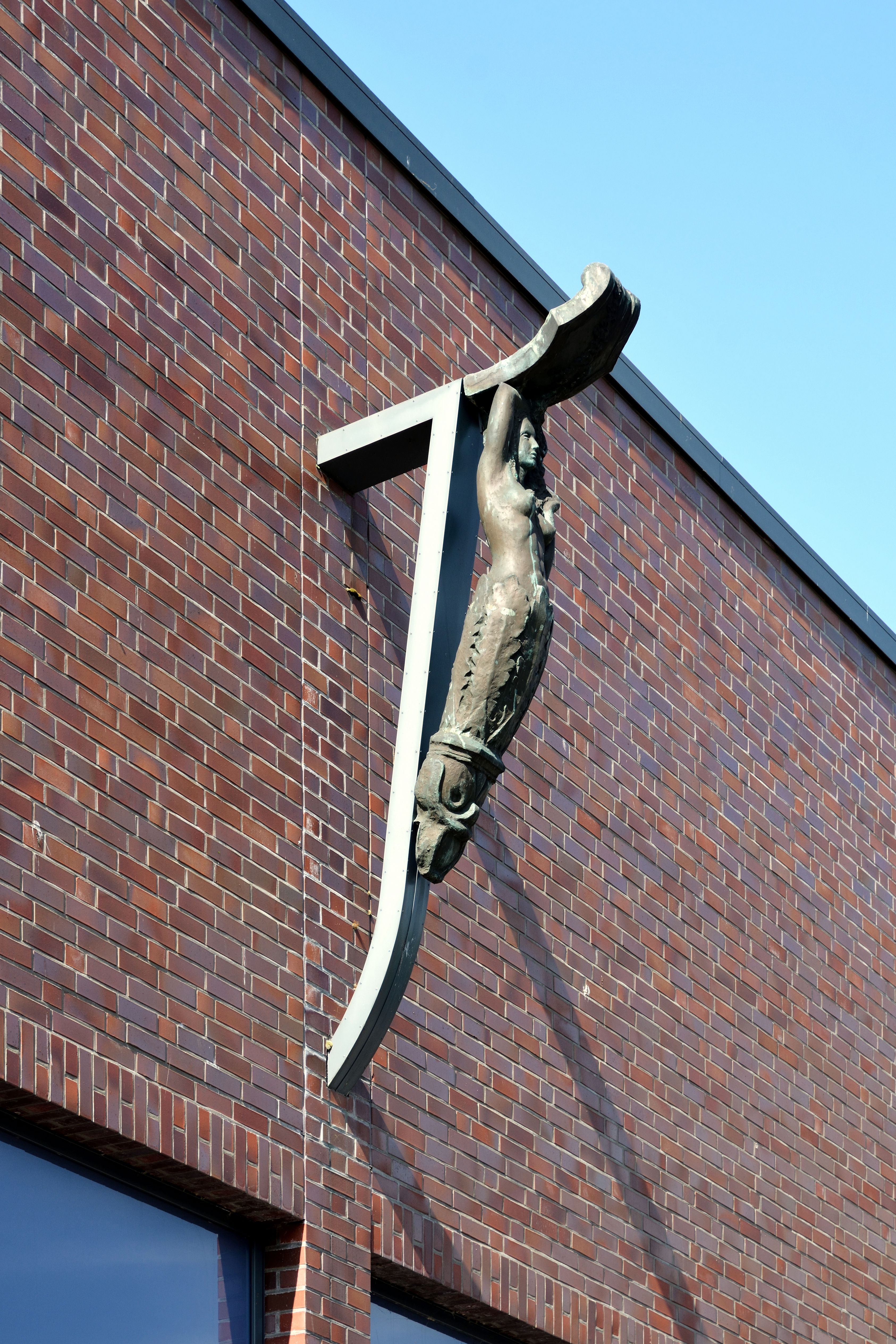
Skulptur „Flora“, Erinnerung an die Galionsfigur des gleichnamigen Walfängerschiffes aus Elmshorn

Wilhelm Petersen (* 10. August 1900 in Elmshorn; † 22. Mai 1987 ebenda) war ein deutscher Maler, Illustrator und Schriftsteller.
Wilhelm Petersen ist der Vater der Künstler Hans-Christian Petersen und Anders Petersen.

## Leben
Petersen lernte bei dem Hamburger Ausstattungsmaler Peter Gustav Dorén und besuchte die Kunstgewerbeschule. 1918 schloss er seine Lehrzeit durch eine Notprüfung als Malergeselle ab und meldete sich freiwillig zum Kriegsdienst. Nach dem Ersten Weltkrieg schloss er sich 1919 dem Freikorps Marinebrigade Ehrhardt an und nahm 1920 am Kapp-Putsch teil.
In den 1920er Jahren malte, restaurierte und kopierte er für verschiedene Auftraggeber. Als Bootsmann unternahm er ausgedehnte Reisen in die skandinavischen Länder. Zum 1. April 1933 trat er der NSDAP bei (Mitgliedsnummer 1.782.426) und gehörte zur NS-Künstlerprominenz. 1935 wurde er mit Darstellungen betraut, die das nationalsozialistische Denken im Schulunterricht begreifbar machen sollten, um „unserer Jugend einen künstlerisch hochwertigen und wissenschaftlichen Anschauungsstoff“ zu liefern. Zum 5. Februar 1937 trat er der SS bei (SS-Nummer 279.015). Am 30. Januar 1938 ernannte ihn Adolf Hitler zum Professor für bildende Künste, obwohl Petersen kein Studium absolviert und keinen akademischen Grad erworben hatte. Im Zweiten Weltkrieg wurde Petersen als Kriegszeichner und Kriegsberichterstatter eingesetzt. Am Überfall auf Polen nahm Petersen als Schütze in der SS-Verfügungstruppe teil; seine Erlebnisse schilderte er im Bildband Totentanz in Polen. 1940 nahm er in Berlin an der Ausstellung Polenfeldzug in Bildern und Bildnissen teil. Bei der Ausstellung Deutsche Künstler und die SS 1944 in Breslau wurde von ihm ein Studienblatt aus Russland gezeigt; in der gleichnamigen Salzburger Ausstellung (ebenfalls 1944) waren seine Werke Russische Bauern, Geballte Ladungen werden angebracht und Es reitet der Tod zu sehen. Die Große deutsche Kunstausstellung, als wichtigste kulturelle Veranstaltung im nationalsozialistischen Deutschland angepriesen, zeigte 1937, 1938 und 1940 insgesamt acht Werke Petersens; das Gemälde Inken wurde dort von Martin Bormann (Leiter der Partei-Kanzlei der NSDAP) erworben; die Zeichnung Dagny B. kaufte Hitler persönlich für seine private Sammlung. In der Kunstsammlung von Hermann Göring befanden sich fünf Werke Petersens.
Petersen wurde von Heinrich Himmler zum „Kriegsmaler der SS“ ernannt und gehörte als solcher der SS-Standarte Kurt Eggers an. Er erreichte 1941 den Rang eines Obersturmführers und gehörte zu den Illustratoren der von Heinrich Himmler herausgegebenen Zeitschrift SS-Leitheft. Petersen wurde mit dem Ehrenkreuz für Kriegsteilnehmer I ausgezeichnet und 1943 in den Persönlichen Stab Reichsführer SS berufen. Krönung seiner Karriere war der Auftrag Hermann Görings, dessen Gut Carinhall mit Wandgemälden auszustatten. Petersens intensivste Förderer waren NSDAP-Reichsleiter Alfred Rosenberg und dessen Sekretär Thilo von Trotha. Nach Kriegsende wurde Petersen von den Alliierten verhaftet und in dem von den Briten zum Internierungslager umfunktionierten KZ Neuengamme monatelang verhört; im April 1946 kam er auf freien Fuß.
Petersen prägte mit seinen Bildern, heißt es im Brockhaus des Jahres 1939, „neue Vorstellungen vom Germanentum in wirklichkeitserhöhender, aber auf genauen vorgeschichtlichen Studien beruhender Gestaltung; Wandgemälde zur nordischen Götter- und Heldensage, Entwürfe zu einer Nibelungenfolge, Bilderreihen zu norddeutschen Märchen- und Spukgeschichten“ usw. bildeten sein Œuvre. In der Zeitschrift Volk und Rasse, für die Petersen auch Titelbilder lieferte, war bereits 1935 zu lesen: Aus seinen „außerordentlich wertvollen Gemälden […] spricht nordisches Wesen und nordische Geisteshaltung ungetrübt und unbeeinflußt“.
Für das sogenannte Germanengrab lieferte Petersen Entwürfe für einen umlaufenden Fries, der aber nicht ausgeführt wurde.
Nach dem Zweiten Weltkrieg hatte Petersen aufgrund seiner Vergangenheit große Schwierigkeiten, neue Arbeit zu finden. 1950 fand er durch Vermittlung von Eduard Rhein eine Anstellung bei der Hörzu. Hier schuf er zunächst Zeichnungen für den redaktionellen Teil und Titelseiten im Stil amerikanischer Illustrierten. Zwischen 1953 und 1964 illustrierte Wilhelm Petersen zwölf Mecki-Bücher. Er löste damit Reinhold Escher als Zeichner der Mecki-Bücher ab. Petersens Mecki-Illustrationen zeigen gelegentlich intensive Anlehnungen an die nationalsozialistische Rassentheorie und die nationalsozialistische Kunstauffassung. Zwischen 1958 und 1969 arbeitete er im Wechsel mit Reinhold Escher an der wöchentlichen Mecki-Seite der Hörzu. Seit 2009 werden die Mecki-Bände im Esslinger Verlag veröffentlicht. Seine Biografie erschien 1993 in der von Alain de Benoist herausgegebene Reihe „Kleine Bibliothek der deutschen Kunst“ im rechtsextremen Grabert-Verlag.

## Würdigung
1975 wurde Petersen mit dem Friedrich-Hebbel-Preis für sein malerisches Werk geehrt.

## Bücher von Wilhelm Petersen (Auswahl)
- Ut de Ooken. Küsten-Verlag, Hamburg 1937.
- Der Aalstecher Batavia. Küsten-Verlag, Hamburg 1938.
- Bark-Schiff Flora von Elveshörn. Briefe und Tagebuch-Blätter um ein Grönlandschiff. Selbstverlag Wilhelm Petersen, Bordesholm 1938.
- Totentanz in Polen. Küsten-Verlag, Hamburg 1940.
- Die Gudrun-Sage. Band 7 der Deutschen Heldensagen. Köllnflockenwerke, Elmshorn 1953.
- Er ging an meiner Seite. Zeichnungen 1939–1945. Zeichnungen des Malers W. Petersen aus dem Kriegsgeschehen im 2. Weltkrieg. Munin-Verlag, Osnabrück 1980, ISBN 3-921242-43-6.
- Die Bukaniere vom Brook. Küsten Verlag, Hamburg 1949.